# 馬殷夫人
马殷夫人（?—?），中国五代十国南楚第一代国王马殷的正妻。
姓名不详，生下儿子马希振。马殷宠爱袁德妃，以袁德妃的儿子马希声为世子。马希振辞官为道士。